# Joya (película)
Joya es una película uruguaya de 2008. Dirigida por Gabriel Bossio, es una comedia dramática protagonizada por Jenny Goldstein y Robert Moré.

## Sinopsis
En busca de una solución a sus problemas económicos y poder desarrollar allí sus carreras artísticas, la pareja de Claudia y Leandro se muda a la casa de veraneo que una tía tiene en Piriápolis. Lejos de su entorno natural, la soledad invernal del balneario pone a prueba la relación de pareja.

## Protagonistas
- Jenny Goldstein (Claudia)
- Robert Moré (Leandro)
- Alberto Rivero
- Ignacio Mendy
- Sara Larocca
- Gonzalo Eyherabide